# Heidi Weng
Heidi Weng, född 20 juli 1991 i Ytre Enebakk, är en norsk längdskidåkare och fjällöpare. Hon tävlar för klubben IL i BUL.
I juniorvärldsmästerskap har hon vunnit tre guldmedaljer: två i stafett och en i jaktstart. Weng har också vunnit ett antal guldmedaljer i senior NM-Norska Mästerskapen. Hennes främsta merit är segrarna i 
Tour de Ski 2016/2017 och 2017/2018.
Hon blev norsk seniormästare i fjällöpning 2010 och slutade fyra på världsmästerskapen samma år. Hon har också blivit norsk mästare i terränglöpning.

## VM och OS
Weng gjorde mästerskapsdebut på seniornivå på vid VM 2013 i Val di Fiemme. Hon vann brons i dubbeljakten/skiathlonen över 15 kilometer efter att besegrat landsmaninnan Kristin Størmer Steira i en spurt. Senare under mästerskapet vann hon även guld i stafett med sina lagkamrater.
Olympiska vinterspelen 2014 var Wengs första OS. Hon vann bronsmedaljen i den inledande skiathlonen på 15 kilometer.

## Världscupen
Heidi Weng debuterade i världscupen i Beitostölen i november 2009. Hennes första världscupvinst var en vinst i 10 km klassisk masstart i tour de ski 2016. Hon har 9 individuella vinster i världscupen.
Weng slutade trea i Tour de Ski 2013/2014. Hon kom även trea i Tour de Ski 2015.
I Ski Tour Kanada 2016 gjorde Weng en mycket bra Tour och efter sju etapper ledde hon Touren med 30 sekunder före Therese Johaug. Dock fick hon ge sig i den åttonde och sista etappen och slutade som tvåa i Touren.
Inför sista etappen av Tour de Ski 2016/2017 låg hon tvåa 20 sekunder bakom Stina Nilsson men var överlägsen uppför backen och tog sin första totalseger i touren. Säsongen därpå vann hon återigen Tour de Ski.

## Världscupsegrar

### Individuellt
| Nr | Datum            | Plats         | Land      | Disciplin                      |
| -- | ---------------- | ------------- | --------- | ------------------------------ |
| 1  | 9 januari 2016   | Val di Fiemme | Italien   | 10 km masstart, klassisk still |
| 2  | 5 mars 2016      | Quebec        | Kanada    | 10 km jaktstart, fristil       |
| 3  | 9 mars 2016      | Canmore       | Kanada    | 15 km skiathlon                |
| 4  | 2 december 2016  | Lillehammer   | Norge     | Sprint, klassisk stil          |
| 5  | 4 december 2016  | Lillehammer   | Norge     | Nordiska öppningen (tour)*     |
| 6  | 17 december 2016 | La Clusaz     | Frankrike | 10 km masstart, fristil        |
| 7  | 8 januari 2017   | Val di Fiemme | Italien   | 9 km jaktstart, fristil        |
| 8  | 8 januari 2017   | Val di Fiemme | Italien   | Tour de Ski 2016/2017          |
| 9  | 14 mars 2021     | Engadin       | Schweiz   | 30 km jaktstart, fristil       |

* Nordiska öppningen bestod av ett sprintlopp och två distanslopp.